# (7694) Krasetín
(7694) Krasetín – planetoida z pasa głównego asteroid okrążająca Słońce w ciągu 5 lat i 114 dni w średniej odległości 3,04 j.a. Została odkryta 29 września 1983 roku w Obserwatorium Kleť w pobliżu Czeskich Budziejowic przez Antonína Mrkosa. Nazwa planetoidy pochodzi od czeskiej wioski Krasetín, położonej w pobliżu Obserwatorium Kleť. Została zasugerowana przez Miloša Tichego. Przed nadaniem nazwy planetoida nosiła oznaczenie tymczasowe (7694) 1983 SF.